# Acanthoscurria urens
Acanthoscurria urens is een spinnensoort uit de familie van de vogelspinnen (Theraphosidae). De wetenschappelijke naam van de soort werd voor het eerst geldig gepubliceerd in 1924 door Jehan Vellard.
De soort komt voor in Brazilië.